# 尼克爾斯格拉本河 (美因河支流)
49°51′03″N 9°51′37″E / 49.850865°N 9.860313°E

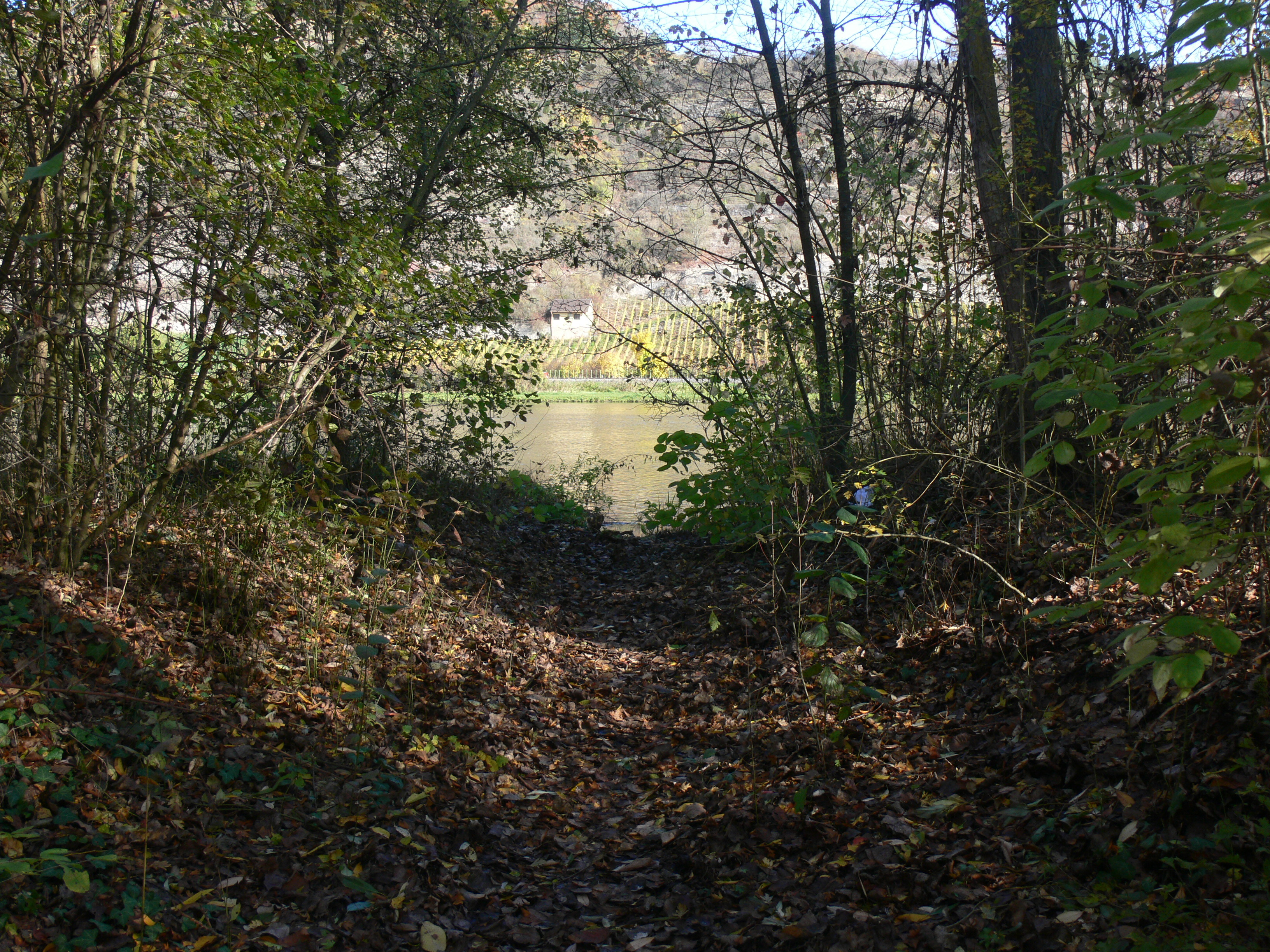

尼克爾斯格拉本河是德國的河流，位於該國東南部，由巴伐利亞負責管轄，屬於美因河的左支流，河道全長2.3公里，發源自馬格茨赫希海姆以西，河口處在埃拉布倫東南面。